# Olympische Sommerspiele 2004/Teilnehmer (Togo)
| Gelbes Symbol für Goldmedaillen mit stilisierten Olympischen Ringen | Graues Symbol für Silbermedaillen mit stilisierten Olympischen Ringen | Braundes Symbol für Bronzemedaillen mit stilisierten Olympischen Ringen |
| ------------------------------------------------------------------- | --------------------------------------------------------------------- | ----------------------------------------------------------------------- |
| —                                                                   | —                                                                     | —                                                                       |

Togo nahm bei den Olympischen Sommerspielen 2004 in der griechischen Hauptstadt Athen mit drei Sportlern, einer Frau und zwei Männern, teil.
Seit 1972 war es die siebte Teilnahme eines togoischen Teams bei Olympischen Sommerspielen.

## Teilnehmer nach Sportarten

### Kanu
- Benjamin Boukpeti
Männer, Kajak Einer: 18. Platz

### Leichtathletik
- Jan Sekpona
Männer, 800 m, in der 1. Runde ausgeschieden (1:54,25 min)
- Sandrine Thiébaud-Kangni
Frauen, 400 m: in der 1. Runde ausgeschieden (52,87 s)